# Pınarlar (Tufanbeyli)
Pınarlar (türkisch für Quellen) ist ein Ortsteil (Mahalle) im Landkreis Tufanbeyli der türkischen Provinz Adana mit 211 Einwohnern (Stand: Ende 2024). Im Jahr 2011 zählte Pınarlar 238 Einwohner.